# Detlef Spincke
Detlef Spincke (* 27. Februar 1954) ist ein ehemaliger deutscher Fußballspieler.

## Karriere

### Spieler
Der Defensivspieler Detlef Spincke wechselte zur Saison 1975/76 aus dem Amateurbereich vom SV Lurup in die Bundesliga zum Hamburger SV. Daneben verpflichtete Generalmanager Peter Krohn für das Team von Trainer Kuno Klötzer noch die beiden Stars Horst Blankenburg und Hans Ettmayer. Spincke stand zwei Jahre im Kader des Hamburger SV. In der Bundesliga gab er sein Debüt im Profifußball am 19. Spieltag der Saison 1975/76, als er in der letzten Spielminute beim 2:0-Heimerfolg gegen Kickers Offenbach eingewechselt wurde. Es blieb sein einziger Einsatz in der Bundesliga, er hatte keinen Ballkontakt. Für den HSV kam er zudem im Europapokal und im DFB-Pokal zum Einsatz. Mit den Hamburgern gewann er den DFB-Pokal 1975/76, als er in den zwei Spielen gegen SC Jülich 1910 (4:0) und Bayern Hof (2:0) jeweils als rechter Außenverteidiger agierte. Im Europapokal der Pokalsieger spielte er gegen IB Keflavik (1:1) als Vorstopper an der Seite von Manfred Kaltz, Blankenburg und Peter Hidien, sowie am 20. Oktober 1976 beim 4:2-Heimerfolg gegen Heart of Midlothian, wo er in der zweiten Halbzeit für Hidien als linker Außenverteidiger eingewechselt wurde. Daneben war er oftmals in den Freundschafts- und Trainingsspielen des Hamburger SV im Einsatz wie beispielsweise gegen Arminia Bielefeld, SG Wattenscheid 09, VfB Stuttgart, Freiburger FC, FC Basel, TuS Bremerhaven 93, Hitachi Tokio, Stadtelf Oslo, 1860 München, SpVgg Fürth, Nationalelf Australien, Arminia Hannover und Wuppertaler SV.
Nach dem Erfolg im Europapokal wechselte er in die 2. Bundesliga zum Wuppertaler SV. Beim WSV war er direkt Stammspieler und absolvierte in zwei Jahren unter den Trainern Erhard Ahmann, Herbert Burdenski und Bernd Hoss 66 Spiele für die Elf vom Stadion am Zoo, in denen er drei Tore erzielte. Anschließend wechselte er ins Amateurlager und spielte für den SV Lurup, Lüneburger SK und den 1. SC Norderstedt in der Amateur-Oberliga Nord.

### Trainer
Bereits als Spieler hatte er beim SV Lurup die Funktion als Trainer übernommen, es folgten Stationen beim Lüneburger SK, 1. SC Norderstedt und dem SV Henstedt-Rhen.